# Elof Ericsson

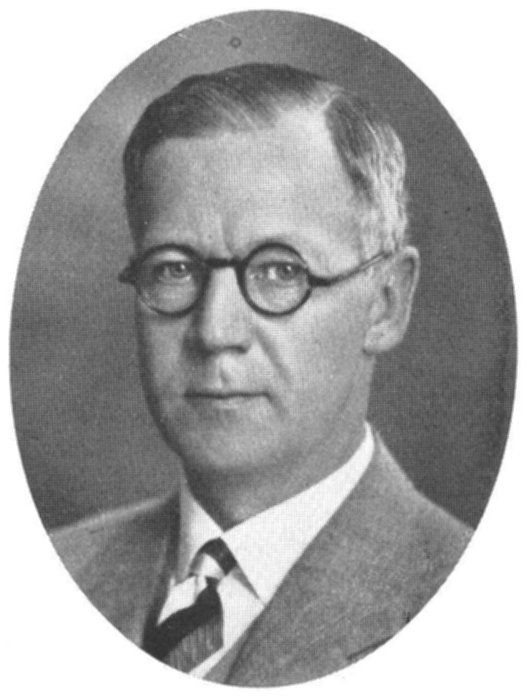
Ericsson (1937)

Johan Elof Ericsson (* 25. August 1887 in Trankils, Värmland; † 29. Juni 1961 in Åtvidaberg) war ein schwedischer Unternehmer, Politiker und Sportfunktionär. 1936 war er kurzzeitig Schwedens Handelsminister. Er machte Facit zu einem Weltbegriff für Rechenmaschinen und stand dem Schwedischen Fußballverband und dem Verein Åtvidabergs FF vor.

## Leben
Der aus einer Arbeiterfamilie stammende Ericsson besuchte eine Handelsschule. Anschließend arbeitete er als Beamter in Värmland und Eskilstuna, ehe er 1922 als Direktor der aus einem Firmenbankrott entstandenen AB Åtvidabergs industrier, einem vornehmlich Büromöbel und andere Holzprodukte spezialisierten Unternehmen eingesetzt wurde. Später stellte die Firma unter anderem auch Holzkarosserien für Volvo und Parkett für Fußböden her. In kommenden Jahren übernahm er den in Solna beheimateten Rechenmaschinenhersteller AB Facit der später nach Åtvidaberg umgesiedelt wurde. Bis 1952 leitete er das Unternehmen, das er zu einem für Rechenmaschinen bekannten Weltkonzern mit Tochterunternehmen in über 100 Ländern ausbaute. Parallel engagierte er sich als Politiker und beim örtlichen Fußballverein Åtvidabergs FF als Funktionär.
Nach der Wahl zum schwedischen Reichstag im Sommer 1936 gehörte Ericsson, obwohl Politiker der Folkpartiet, ab Juni der von Axel Pehrsson-Bramstorp vom Bauernbund geführten Regierung an, der nach dem Scheitern der Bildung einer nicht-sozialistischen Regierung eine Minderheitsregierung schaffte. Seine Amtszeit währte nur kurz, da bereits am 28. September 1936 nach den Reichstagswahlen die Regierung zurücktreten musste. Bis 1943 gehörte er dem Reichstag an. Zwischen 1941 und 1948 war er Leiter des Verbandes des Holzindustrie, dem Träindustriförbundet.
Ericsson war 1930–1932 und 1935–1936 Präsident des Åtvidabergs FF, respektive dessen Vorgängervereins Åtvidabergs FF, war aber auch außerhalb jener Zeiten ein stets präsenter Benefaktor des Vereins. Bereits in den 1920er Jahren trieb er den Ausbau des Stadions Kopparvallen voran, für dessen Namensgebung er sich 1936 verantwortlich zeigte. Auf seine Initiative spaltete sich 1935 der allgemeine Sportverein Åtvidabergs IF in seine einzelnen Sektionen. Daraus entstand der Åtvidabergs FF, dessen Vorsitzender er wurde. 1958 unterstützte er mit seiner Firma den Bau neuer Umkleidekabinen. Zwischen 1937 und 1949 stand er zudem dem Schwedischen Fußballverband vor.
Sein Sohn aus seiner Ehe mit Olga „Ollie“ Fröding Gunnar Ericsson (1919–2013), übernahm 1957 das ab 1965 als Facit AB firmierende Unternehmen des Vaters und leitete es bis 1970. Danach war er noch einige Jahre Vorstandsvorsitzender, wenngleich er nach dem Verkauf des Unternehmens Ende 1972 an Electrolux der nach dem raschen Niedergang aufgrund des Wettbewerbes elektronischer Rechenmaschinen notwendig geworden war, effektiv nur noch formell in der Position war. Von 1969 bis 1972 war er im Schwedischen Reichstag. Von 1950 bis 1951 war er Präsident des Åtvidabergs FF, darüber hinaus, wie sein Vater ein steter Benefaktor der sich insbesondere auch um die Glanzzeit des Vereins von den 1960er bis 1970er Jahren große Verdienste erworben hatte. Er war von 1970 bis 1974 Vorsitzender des Schwedischen Fußballverbandes und zudem 1969 bis 1972 Mitglied im Reichstag und von 1965 bis 1996 dem Internationalen Olympischen Komitee, danach Ehrenmitglied. Zudem war er Verwalter der Stiftung Ollie och Elof Ericssons Stiftelse.